# Nasty Reputation
Nasty Reputation е другият соло албум на германския китарист Аксел Руди Пел. Издаден е през 1991 г. от Steamhammer Records.

## Състав
- Боб Рок – вокали
- Аксел Руди Пел – китара
- Волкер Кравчак – бас
- Кай Раглевски – клавишни
- Йорг Майкъл – барабани